# Queridísimos verdugos
Queridísimos verdugos es uno de los documentales más conocidos del cineasta español Basilio Martín Patino, director de cine salmantino que ha reflejado la pena capital en España.

## Sinopsis
El documental, rodado de forma clandestina (oficialmente se estaba filmando una serie documental sobre antiguos oficios), en diciembre de 1970 se basa en varias entrevistas a los verdugos que trabajaban en la España de los primeros años 1970 —Antonio López Sierra, Vicente López Copete y Bernardo Sánchez Bascuñana—, los cuales recibieron remuneración por ello, así como a familiares de reos ajusticiados por ellos, testigos de ejecuciones y a los padres de  Pedro Martínez Expósito, soldado condenado a muerte que esperaba su ejecución. Película de singular valor social e histórico, pues la pena de muerte estuvo vigente en España hasta 1975 y uno de los tres verdugos, López Sierra, volvió a actuar ejecutando en 1974 a Salvador Puig Antich.